# 双佛镇
双佛镇，是中华人民共和国四川省南充市南部县下辖的一个乡镇级行政单位。

## 行政区划
双佛镇下辖以下地区：
火儿岭村、东秋林村、七宝庙村、重阳湾村、昌国寺村、界牌垭村、王合垭村、新田坝村、赵家嘴村、何家街村、西山坝村、何家湾村、回龙宫村和河边上村。